# Ашхабад
Ашхабад (туркм. Aşgabat, рус. Ашхабад, перс. عشق آباد) је главни град Туркменистана. Према подацима из 2012. године, Ашхабад има 1.031.992 становника. Ашхабад је и главни град покрајине Ахал која га окружује, иако је административно издвојен из ње. Налази се између пустиња Каракум и планинског венца Копет Даг. Ашхабад је углавном насељен Туркменима, а мањинске групе су Руси, Јермени и Азери. Близу је границе са Ираном, 250 km удаљен од другог града по величини у Ирану, Мешхеда.
Ашхабад је релативно млад град који се као село под истим именом први пут спомиње 1818. У близини града налази се археолошко налазиште Ниса, као и рушевине Конџикале, великог града на путу свиле који су срушили Монголи. Русија је анектирала регион 1884. како би се приближила Персији која је била под британским утицајем. Дана 6. октобра 1948. град је погодио катастрофалан земљотрес, снаге 7,3 степени по Рихтеровој скали, један од најјачих забележених у 20. веку. Погинуло је између половине и две трећине становника града (60—110.000).
Ашхабад има развијену памучну индустрију као и металургију. Позната је колекција тепиха (ћилима) из Националног уметничког музеја. Највећи од њих има површину од 193,5 m² и тежину од 885 килограма. По томе је ово највећи тепих на свету.
Град је основан 1881. године на локацији племенског села Ахал Теке, а главни град Туркменске Совјетске Социјалистичке Републике је постао 1924. године. Велики део града уништен је у Ашхабадском земљотресу 1948. године, али од тада је интензивно обновљен под окриљем Пројекта урбане обнове „Белог града” Сапармурата Нијазова, што је резултирало монументалним здањима обложеним скупоценим белим мрамором. Каракумски канал совјетске ере пролази кроз град, носећи воде из Аму Дарје са истока на запад. Град је од 2019. године препознат као једно од места са највишим трошковима живота на свету, углавном због проблема инфлације и увоза Туркменистана.

## Географија
Ашхабад је веома близу границе са Ираном. Он заузима високо сеизмички активну оазну равницу омеђену на југу подножјем планина Копет Даг (туркм. Köpetdag), а на северу пустињом Каракум. Град је окружен, али није део провинције Ахал (туркм. Ahal welaýaty). Највиша тачка у граду је пешчано брдо високо 401 метара, на којем је изграђен хотел Јилдиз. Највећи део града лежи између 200 и 255 метара надморске висине. Каракумски канал пролази кроз град.

### Клима
Планински ланац Копет Даг удаљен је око 25 км према југу, а северна граница Ашхабата додирује пустињу Кара-Кум. Због тога Ашхабад има хладну пустињску климу (Кепенова класификација климата: BWk, на граници са BWh) са врућим, сувим летима и хладним, кратким зимама. Средња горња температура у јулу је 38,3 °C (100,9 °F). Ноћи су лети топле, са просечном минималном температуром у јулу од 23,8 °C (75 °F). Просечна јануарска горња температура је 8,6 °C (47,5 °F), а средња доња температура је −0,4 °C (31,3 °F). Највиша температура икад забележена у Ашхабаду је 47,2 °C (117 °F), и измерена је у јуну 2015. године. Ниска температура од −24,1 °C (−11 °F) забележена је у јануару 1969. У овом подручју снег ретко пада. Годишња количина падавина је само 201 mm (7,91 in); март и април су највлажнији месеци, а летња суша, од краја јуна до септембра, скоро да је апсолутна.
| Клима Ашхабада                  | Клима Ашхабада | Клима Ашхабада | Клима Ашхабада | Клима Ашхабада | Клима Ашхабада | Клима Ашхабада | Клима Ашхабада | Клима Ашхабада | Клима Ашхабада | Клима Ашхабада | Клима Ашхабада | Клима Ашхабада | Клима Ашхабада |
| Показатељ \ Месец               | .Јан.          | .Феб.          | .Мар.          | .Апр.          | .Мај.          | .Јун.          | .Јул.          | .Авг.          | .Сеп.          | .Окт.          | .Нов.          | .Дец.          | .Год.          |
| ------------------------------- | -------------- | -------------- | -------------- | -------------- | -------------- | -------------- | -------------- | -------------- | -------------- | -------------- | -------------- | -------------- | -------------- |
| Апсолутни максимум, °C (°F)     | 28,7 (83,7)    | 32,6 (90,7)    | 38,6 (101,5)   | 39,4 (102,9)   | 44,5 (112,1)   | 47,2 (117)     | 46,0 (114,8)   | 45,7 (114,3)   | 45,6 (114,1)   | 40,1 (104,2)   | 37,0 (98,6)    | 33,1 (91,6)    | 47,2 (117)     |
| Максимум, °C (°F)               | 8,6 (47,5)     | 11,2 (52,2)    | 16,5 (61,7)    | 24,1 (75,4)    | 30,1 (86,2)    | 36,0 (96,8)    | 38,3 (100,9)   | 37,2 (99)      | 31,7 (89,1)    | 24,3 (75,7)    | 16,8 (62,2)    | 10,4 (50,7)    | 23,8 (74,8)    |
| Просек, °C (°F)                 | 3,5 (38,3)     | 5,5 (41,9)     | 10,4 (50,7)    | 17,4 (63,3)    | 23,3 (73,9)    | 29,0 (84,2)    | 31,3 (88,3)    | 29,6 (85,3)    | 23,6 (74,5)    | 16,5 (61,7)    | 10,2 (50,4)    | 5,1 (41,2)     | 17,1 (62,8)    |
| Минимум, °C (°F)                | −0,4 (31,3)    | 1,0 (33,8)     | 5,5 (41,9)     | 11,6 (52,9)    | 16,6 (61,9)    | 21,5 (70,7)    | 23,8 (74,8)    | 21,7 (71,1)    | 16,1 (61)      | 10,1 (50,2)    | 5,2 (41,4)     | 1,2 (34,2)     | 11,2 (52,2)    |
| Апсолутни минимум, °C (°F)      | −24,1 (−11,4)  | −20,8 (−5,4)   | −13,3 (8,1)    | −0,8 (30,6)    | 1,3 (34,3)     | 9,2 (48,6)     | 13,8 (56,8)    | 9,5 (49,1)     | 2,0 (35,6)     | −5,1 (22,8)    | −13,1 (8,4)    | −16 (3)        | −24,1 (−11,4)  |
| Количина падавина, mm (in)      | 20 (0,79)      | 24 (0,94)      | 41 (1,61)      | 32 (1,26)      | 21 (0,83)      | 6 (0,24)       | 3 (0,12)       | 2 (0,08)       | 3 (0,12)       | 10 (0,39)      | 19 (0,75)      | 20 (0,79)      | 201 (7,91)     |
| Дани са кишом                   | 9              | 9              | 13             | 12             | 10             | 5              | 3              | 2              | 3              | 6              | 8              | 10             | 90             |
| Дани са снегом                  | 5              | 5              | 1              | 0,03           | 0              | 0              | 0              | 0              | 0              | 0,1            | 1              | 3              | 15             |
| Релативна влажност, %           | 78             | 72             | 66             | 58             | 47             | 35             | 34             | 34             | 40             | 54             | 68             | 77             | 55             |
| Сунчани сати — месечни просек   | 112,7          | 119,4          | 146,2          | 194,4          | 275,1          | 335,5          | 353,8          | 348,1          | 289,2          | 216,8          | 157,2          | 104,4          | 2.652,8        |
| Извор #1: Pogoda.ru.net         |                |                |                |                |                |                |                |                |                |                |                |                |                |
| Извор #2: NOAA (sun, 1961–1990) |                |                |                |                |                |                |                |                |                |                |                |                |                |

## Становништво
| 1995.   |
| ------- |
| 604.700 |

## Привреда
Главне индустрије су памучни текстил и обрада метала. Ашхабад је главно зауставно место на Транскаспијској железници. Знатан проценат запослености у Ашхабату пружају државне институције; попут министарстава, подсекретаријата и других административних органа владе Туркменистана. Такође су присутни многи страни држављани који раде као дипломате или службеници у амбасадама својих земаља. Ашхабад је своје име дао Ашхабадском споразуму који су потписале Индија, Оман, Иран, Туркменистан, Узбекистан и Казахстан ради стварања међународног транспортног и транзитног коридора који олакшава превоз робе између централне Азије и Перзијског залива.
У 2019. и 2020. години, Ашхабад је био најскупљи град на свету за стране емигранте према резултатима истраживања трошкова живота које је спровело предузеће ЕЦА Интернатионал. Такође је наведен као други свеукупно најскупљи град на свету, према анкети трошкова живота фирме Мерсер из 2020. године. Високи трошкови живота за странце приписани су снажној инфлацији и растућим увозним трошковима.

### Саобраћај
У граду се налази једини међународни аеродром у Туркменистану - Аеродром Ашхабад.
Најбитнија је станица на Транскаспијској железници.

## Градови побратими
- Албукерки,
- Анкара,  Турска

## Партнерски градови
- Атина
- Албукерки
- Анкара
- Нур Султан
- Кијев